# Saarijärvi (Nedertorneå socken, Norrbotten, 732534-186376)
Saarijärvi är en sjö i Haparanda kommun i Norrbotten och ingår i Keräsjoki-Sangisälvens kustområde. Sjön har en area på 0,113 kvadratkilometer och ligger 11 meter över havet.

## Delavrinningsområde
Saarijärvi ingår i det delavrinningsområde (732792-186267) som SMHI kallar för Mynnar i havet. Medelhöjden är 24 meter över havet och ytan är 9,26 kvadratkilometer. Det finns inga avrinningsområden uppströms utan avrinningsområdet är högsta punkten. Avrinningsområdets utflöde mynnar i havet. Avrinningsområdet består mestadels av skog (74 procent) och sankmarker (24 procent). Avrinningsområdet har 0,11 kvadratkilometer vattenytor vilket ger det en sjöprocent på 1,2 procent.